# Mega Borg
Die Mega Borg war ein norwegischer Öltanker, der am 8. Juni 1990 beim Leichtern im Golf von Mexiko explodierte.

## Geschichte

### Das Schiff
Der 1975 gebaute und seinerzeit 15 Jahre alte Einhüllentanker gehörte der A.S. Mosvolds Rederi im norwegischen Farsund und fuhr unter norwegischer Flagge. Das Schiff war rund 270 Meter lang, 43,34 Meter breit, knapp 22,5 Meter tief und besaß eine Tragfähigkeit von 141.006 Tonnen.

### Explosion und Brand
Am Abend des 8. Juni 1990 befand sich die Mega Borg etwa 57 Seemeilen südöstlich vom texanischen Galveston im Golf von Mexiko, um ihre Ladung Rohöl der Sorte Angolan Palanca zu leichtern. Längsseits der Mega Borg lag der kleinere italienische Tanker Fraqmura. Gegen 23.30 Uhr ereignete sich eine Explosion im Pumpenraum der Mega Borg, die einen Brand auslöste, der sich bis in den Maschinenraum ausbreitete. Die genaue Ursache der Explosion konnte nie zweifelsfrei nachgewiesen werden, es wird jedoch vermutet, dass eine Leckage in einem Pumpensaugrohr zunächst zur Gasbildung und schließlich zur Explosion führte. Die Explosion im Pumpenraum tötete den Ersten Offizier und einen Matrosen. Im Maschinenraum starben der 5. Ingenieur und ein Schmierer. Die Fraqmura konnte sich vom größeren Schiff lösen. In den folgenden sieben Tagen brannte der Tanker weiter, wobei sich weitere Explosionen ereigneten. Das Öl des Ladetanks Nummer 4 trat zum Brandbereich hin aus. Während dieser Zeit tauchte das Achterschiff der Mega Borg beständig tiefer und bekam eine Schlagseite nach Backbord. Über den Achterschiffsbereich flossen rund 17.000 Tonnen brennendes Öl ins Meer. Phillip Embiricos der International Association of Independent Tanker Owners (Intertanko) nannte die Mega Borg als einen Fall, in dem ein Einhüllendesign das Schiff vermutlich vor dem Auseinanderbrechen bewahrte, da es bei einem Brand im Kernbereich des Schiffs den Vorteil der besseren Wärmeabfuhr über die außengelegenen Ladetanks besaß.

### Die Brandbekämpfung
Die US-Küstenwache brachte schon kurz nach der Explosion zwei ihrer Kutter zur Beobachtung auf den Weg zur Unglücksstelle. Noch am Morgen des 9. Juni trafen auch erste Feuerbekämpfungsfahrzeuge am Unfallort ein. Insgesamt beteiligten sich über 50 private Fahrzeuge an den Maßnahmen. Mehr als ein Dutzend sogenannte Skimmer wurden eingesetzt. Zusätzlich überwachte ein mit Side Looking Airborne Radar (SLAR) ausgerüstetes Flugzeug der Küstenwache die Unfallstelle. Der brennende Havarist wurde durch Seewasser gekühlt und das Achterschiff in Lee gedreht, für die Anwendung von Löschschaum befanden die Löschmannschaften den Brand noch für zu heiß. Am 10. Juni unternahm man einen Versuch, die Pumpenventile von Hand zu schließen, um dem Brand Nahrung zu entziehen. Später am Tag ereignete sich aber eine weitere Reihe von Explosionen an Bord der Mega Borg, die den Brand noch verstärkten. Erst am 13. Juni konnte im Maschinenraumbereich mit der Anwendung von Schaum begonnen werden, was den Brand sogar vorübergehend erstickte. Am 15. Juni war das Feuer schließlich gelöscht.

### Ölverschmutzung
Anfangs wurde angenommen, der hohe Wasserabfluss des Sabine- und anderer Flüsse des Gebietes könnte das ausgetretenen Öl von der Küste fernhalten, was sich zunächst auch bewahrheitete. Nachdem der Ölteppich nordwestlich Richtung Corpus Christi trieb und bis zum 18. Juni das ökologisch sensible Gebiet des Sabine-Passes passiert hatte, ohne bis dahin an Land zu treffen, wurde nach einigen Tagen die südwestliche Küste Louisianas auf 18 Meilen verschmutzt. Andere Bereiche wie Holly Beach und Dung Beach in Texas, Peveto Beach in Louisiana und der Fluss Mermentauin in Louisiana folgten. Im Verhältnis zu den anfangs aufgestellten Gefahrenszenarios hielten sich die Schäden insgesamt aber in Grenzen.

### Verbleib
Das Schiff wurde nach dem Ende der Löscharbeiten eingeschleppt. Rund 129.083 m³ des transportierten Öls verblieben nach dem Brand in der Mega Borg und wurden später abgepumpt. Der Havarist wurde später zum Abbruch verkauft. Ein deutscher Stahlhersteller erwarb das ausgebrannte Schiff am 20. Juli 1990 für 2,4 Millionen US-Dollar, benannte es für seine letzte Reise in Bor um und ließ es schließlich zum Abbruch nach Karachi schleppen.